# Leurophyllum albidovenosum
Leurophyllum albidovenosum är en insektsart som beskrevs av Max Beier 1954. Leurophyllum albidovenosum ingår i släktet Leurophyllum och familjen vårtbitare. Inga underarter finns listade i Catalogue of Life.